# Tal Wilkenfeld
Tal Wilkenfeld (Sídney, 2 de diciembre de 1986) es una bajista y cantante australiana de jazz y jazz rock que desarrolla su carrera profesional en Estados Unidos.

## Biografía
Nacida en Sídney, Australia el 2 de diciembre de 1986, Tal Wilkenfeld comenzó tocando la guitarra a los catorce años. En 2002, con 16 años abandona la escuela secundaria y emigra a los Estados Unidos para instalarse en  Los Ángeles, California, donde inicia sus estudios musicales en el prestigioso Los Angeles Music Academy. Con 17 años se pasa al bajo eléctrico y tras graduarse en Los Ángeles se traslada a Nueva York, donde se hace rápidamente un nombre en la escena de las jam sessions.
En 2006, tras grabar su disco de debut, la bajista se integra en la Allman Brothers Band antes de ser requerida por el pianista Chick Corea y por Jeff Beck, en cuya banda participaba el baterista Vinnie Colaiuta. Desde entonces la carrera de Wilkenfeld ha sido imparable, tocando al lado de músicos notables como Hiram Bullock, Steve Vai, Eric Clapton, Susan Tedeschi, la Allman Brothers Band, Herbie Hancock, Jeff "Tain" Watts o Wayne Shorter y efectuando numerosas demostraciones y conciertos por todo el mundo.
Su popularidad crece tras la aparición con Jeff Beck en el DVD "Crossroads Guitar Festival 2007" (El Festival organizado por Eric Clapton con fines benéficos) destacando en el solo de Cause We’ve Ended As Lovers.
En el 2008 Jeff Beck edita el disco en vivo, Performing This Week...Live At Ronnie Scotts teniendo su primera aparición integra en un DVD, compartiendo escenario con Eric Clapton.
En 2010 graba su primer trabajo en estudio con Jeff Beck llamado Emotion & Commotion.

## Valoración
Una de las grandes revelaciones en la escena del jazz y una de las figuras más prometedoras en la escena actual de bajo eléctrico, Tal Wilkenfeld es considerada, por su juventud un prodigio por la crítica especializada. Wilkenfeld comenzó con 18 años en el bajo eléctrico y a los 21 ya había registrado su primer álbum, un disco que le ha servido para establecerse como una de las bajistas más respetadas de la escena y que es la mejor muestra de su trabajo. Con todos los temas producidos y arreglados por ella misma, Wilkenfeld muestra en un estilo reminiscente de Jaco Pastorius y Paul Jackson, una profundidad armónica, una agilidad técnica y una capacidad para hacer "cantar" el instrumento muy poco comunes en músicos de tan corta experiencia.
En 2008 Tal Wilkenfeld ha sido votada “The Years Most Exciting New Player” por los lectores de la revista "Bass Player".

## Equipo
Wilkenfeld mantiene un contrato de endorsement oficial con Roger Sadowsky, de Sadowsky Guitars y con la firma sueca de amplificación profesional "EBS Bass Equipment", y usa pedales de efecto "Pigtronix.
Suele ejecutar un Metro Bass color natural con dos single coil.

## Discografía
- 2007 - Transformation: Wayne Krantz (g), Geoffrey Keezer (p), Keith Carlock (d) y Seamus Blake (ts).

- 2007 - Jeff Beck: Live at Ronnie Scott's CD/DVD

- 2010 - Jeff Beck - Emotion & Commotion CD

- 2010 - Herbie Hancock - The Imagine Project CD

- 2010 - Macy Gray - The Sellout CD

- 2010 - Six String Theory CD

- 2014 - TOTO CD

- 2019 - Love Remains

## Con Jeff Beck Band
- 2008 - Performing This Week...Live At Ronnie Scotts [Live]: ' Jeff Beck (g),  Vinnie Colaiuta (d), Jason Rebello  (k).

- 2010 - Emotion & Commotion:' Jeff Beck (g), Vinnie Colaiuta (d),  Jason Rebello  (k).

DVD
- 2007 Crossroads: Eric Clapton Guitar Festival

- 2007 Jeff Beck: Live at Ronnie Scott's CD/DVD

- 2008 - Performing This Week...Live At Ronnie Scotts [Live]:' Jeff Beck (g),  Vinnie Colaiuta (d),  Jason Rebello  (k).

- 2010 - The 25th Rock & Roll Hall Of Fame Concerts DVD

- 2010 - Rock and Roll Hall Of Fame Live Legends DVD